# Феодор (Яковцевский)
Архиепископ Феодор (в миру Константин Михайлович Яковцевский, во многих источниках — Яцковский; 28 декабря 1866, село Тервеничи, Новгородская губерния — 23 октября 1937) — епископ Русской православной церкви.

## Биография
В 1886 году окончил Новгородскую Духовную Семинарию. С 27 февраля 1887 года по 1888 год был надзирателем Новгородской Духовной Семинарии.
25 января 1888 года рукоположен во иерея. Служил в Знаменской церкви села Никола Устюженского уезда. Одновременно с 19 октября 1889 года законоучитель открытой им церковно-приходской школы.
31 июля 1898 переведён служить в Тихвинскую кладбищенскую церковь Новгорода.
С 5 июня 1901 года — благочинный 3-го Новгородского округa, член Новгородской Духовной Консистории. Одновременно служил законоучителем Никольского земского училищa (с 15 августа 1901), 9-го приходского училищa (с 1 сентября 1908).
С 26 мая 1914 года — протоиерей. С 19 июня 1915 года — делопроизводитель Новгородского епaрхиального училищного совета. С июля 1922 — секретарь уездного отдела здравоохранения.
По отзывам новгородского духовенства, ему был дан эпитет «умa пaлатa».
9/22 марта 1924 года пострижен в монашество и возведён в сан архимандрита. На следующий день рукоположен в епископа Устюженского, викария Новгородской епархии. Хиротонию совершили Патриарх Тихон, митрополит Петр (Полянский) и епископ Гавриил.
Согласно докладу от 8 мая 1924 года на имя Патриарха Тихона, составленному псаломщиком Михаилом Михайловским по поручению Преосвященного Серафима, епископа Крестецкого, временно управляющего Новгородской епархией: «Преосвященный Феодор, опасавшийся ехать в Устюжну, уже признается там 2 округами из существующих 5 благочиннических округов, а на днях на его имя получена бумага из самой Устюжны, подписанная протоиереем собора и председателем союза общин верующих с предложением немедленно выехать в Устюжну при ликовании православных и искреннем раскаянии обновленцев, желающих воссоединиться с Православием на почве канонического подчинения Вашему Святейшеству. В Старой Руссе Преосвященный Феодор везде признается и служил на Пасхальной неделе во всех старорусских храмах, но доверия православного населения еще не снискал ввиду некоторой двойственности своих слов и действий».
Не раз совершал богослужения в Устюженской Вознесенской церкви. Прихожане с благоговением относились к своему первому и, как оказалось, последнему в истории города епископу.
С апреля 1924 года по июнь 1925 года — управляющий Старорусским викариатством Новгородской епархии.
С 3 января 1929 года — епископ Новоторжский, викарий Тверской епархии.
С 4 апреля 1930 года — епископ Олонецкий и Петрозаводский.
27 мартa 1934 года был назначен епископом Рыбинским, но от этой кафедры отказался, остался епископом Олонецким. 9 июля 1934 года возведён в сан архиепископа.
С 30 ноября 1935 года — архиепископ Псковский.
С 11 августа 1936 года — архиепископ Владимирский.
Размещал по приходам Владимирской епархии священников из других областей страны, оставшимся без места служения ввиду закрытия церквей. В связи с этим под давлением властей 3 февраля 1937 года уволен на покой и 17 июля 1937 года арестован. Обвинён в том, что «создал и возглавил руководство к/р организацией церковников. По приезде в 1936 год во Владимир вновь создал a/с группу из духовенства других областей, которых размещал по приходам Владимирской епархии».
Приговорён тройкой при УНКВД по Ивановской области к расстрелу с конфискацией имущества. 23 октября 1937 года приговор приведён в исполнение. Реабилитирован 13 сентября 1989 года.